# 온천동 (부산)

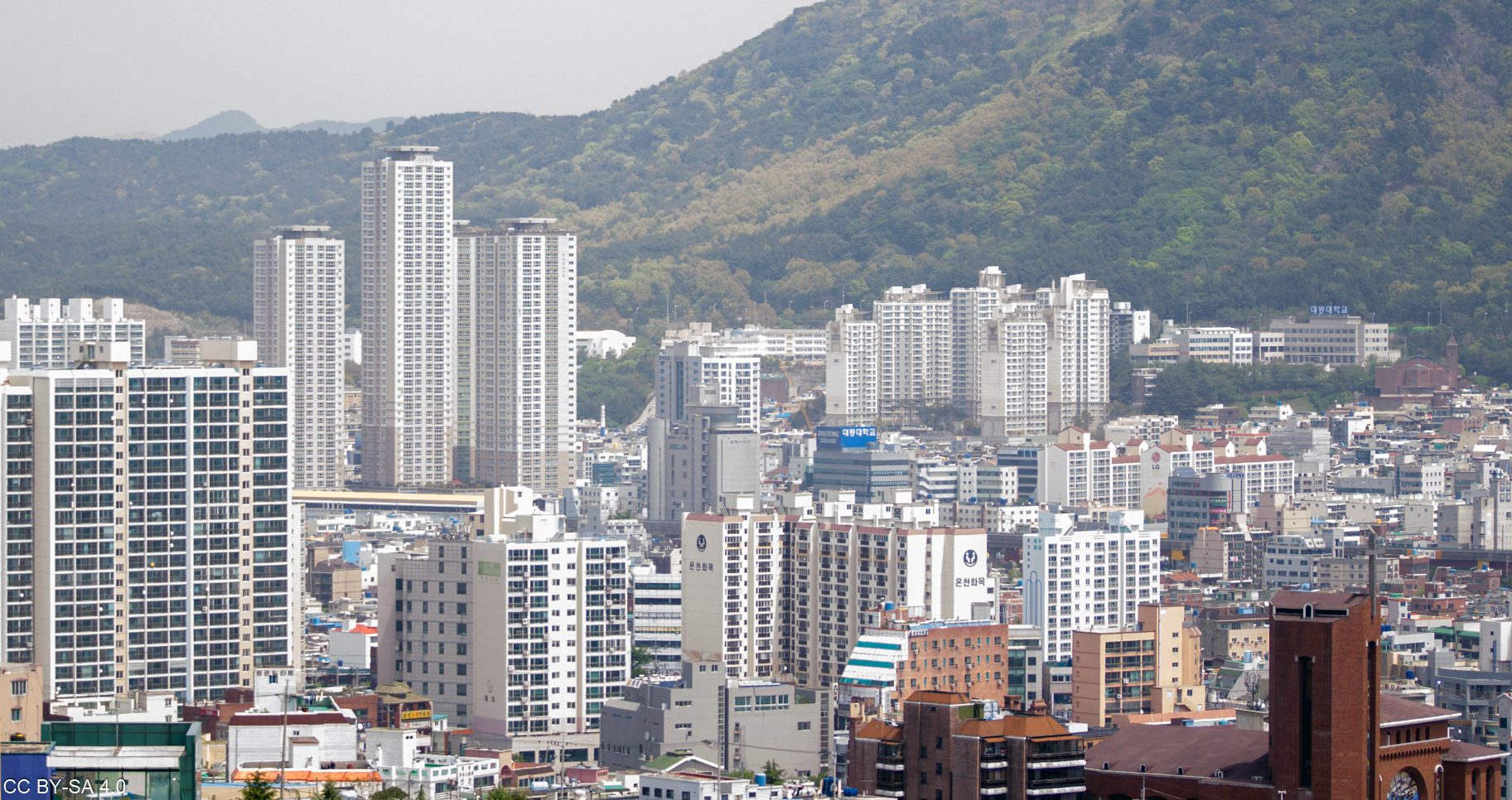
온천동에서 바라본 주변 풍경

온천동(溫泉洞)은 대한민국 부산광역시 동래구의 법정동이다. 행정동으로 온천1·2·3동으로 나뉜다. 인근에는 금정구와 맞닿아 있다.

## 아파트
| 단지명                      | 건설사                           | 시행사                           | 주소                       | 입주        | 비고                            |
| --------------------------- | -------------------------------- | -------------------------------- | -------------------------- | ----------- | ------------------------------- |
| 온천 삼정그린코아           | 삼정㈜                           | 화경건설㈜                       |                            |             |                                 |
| 온천 삼정그린코아 더 베스트 | 삼정㈜                           | 우앤리디피엠㈜                   | 동래구 중앙대로1493번길 16 | 2019년 8월  |                                 |
| 동래 삼정그린코아 포레스트  | 삼정기업㈜                       | 씨앤드하이㈜                     | 동래구 쇠미로 153          | 2018년 4월  |                                 |
| E편한세상 동래아시아드      | 대림산업                         | 온천3구역 주택재개발정비사업조합 | 동래구 아시아드대로 202    | 2020년 6월  | 온천3구역 재개발                |
| 동래대우                    | 대우자동차판매㈜ 건설부문        | 대우자동차판매㈜ 건설부문        |                            | 2002년 2월  | 구 대우전자㈜ 부산물류센터 부지 |
| 반도보라 스카이뷰           | 반도건설                         | 반도건설                         |                            | 2005년 12월 | 구 부산고속버스터미널 부지      |
| 벽산 아스타                 | 벽산건설                         | ㈜더랜드                         | 동래구 중앙대로1473번길 13 | 2008년 3월  | 구 늘봄호텔 부지                |
| 동래 래미안 아이파크 1단지  | 삼성물산㈜ 건설부문 현대산업개발 | 온천2구역 주택재개발정비사업조합 |                            |             | 온천2구역 재개발                |
| 동래 래미안 아이파크 2단지  | 삼성물산㈜ 건설부문 현대산업개발 | 온천2구역 주택재개발정비사업조합 |                            |             | 온천2구역 재개발                |
| 동래 래미안 아이파크 3단지  | 삼성물산㈜ 건설부문 현대산업개발 | 온천2구역 주택재개발정비사업조합 |                            |             | 온천2구역 재개발                |
| 래미안 포레스티지 1단지     | 삼성물산㈜ 건설부문              | 온천4구역 주택재개발정비사업조합 | 동래구 금강로151번길 46    |             | 온천4구역 재개발                |
| 래미안 포레스티지 2단지     | 삼성물산㈜ 건설부문              | 온천4구역 주택재개발정비사업조합 |                            |             | 온천4구역 재개발                |
| 래미안 포레스티지 3단지     | 삼성물산㈜ 건설부문              | 온천4구역 주택재개발정비사업조합 |                            |             | 온천4구역 재개발                |
| 동래 SK VIEW 1차            | 에스케이건설㈜                   | ㈜HD종합개발                     | 동래구 중앙대로1381번길 52 | 2006년 1월  |                                 |
| 동래 SK VIEW 2차            | 에스케이건설㈜                   | 에스케이건설㈜                   | 동래구 금강로 48           | 2008년 11월 |                                 |
| 동래 SK VIEW 3차            | 에스케이건설㈜                   | 동래에스케이 지역주택조합        | 동래구 온천장로65번길 9    | 2021년 12월 |                                 |

## 교육
- 온천초등학교
- 온샘초등학교
- 내산초등학교
- 미남초등학교
- 금강초등학교
- 달북초등학교
- 내성중학교
- 유락여자중학교
- 온천중학교
- 동래원예고등학교
- 부산전자공업고등학교